# August Falkman
August Robert Falkman, född 12 november 1811 i Malmö, död där 29 juni 1890, var en svensk godsägare, rådman och politiker. Han var son till Henric Falkman.
Falkman blev student vid Lunds universitet 1825, elev vid lantmäteristaten 1827 och avlade lantmäteriexamen 1830. Han blev vice kommissionslantmätare 1835 och var kommissionslantmätare i Malmöhus län 1840–1857. Han var medstiftare av Färs härads sparbank och från 1852 rådman i Malmö.  Han var även sekreterare i Malmöhus läns hushållningssällskap och i Hantverkarnas pensionsinrättning, ordförande i Skånska städernas brandförsäkringsinrättnings avdelningskommitté i Malmö 1853.
Falkman var riksdagsman för borgarståndet i Malmö vid ståndsriksdagen 1865–1866. Efter representationsreformen var han ledamot av andra kammaren 1868–1869, invald i Malmö stads valkrets. Falkman är begravd på Gamla kyrkogården i Malmö.